# Irresistible (The Corrs)
Irresistible è un brano musicale del gruppo irlandese The Corrs, pubblicato nel 2000 come singolo estratto dall'album In Blue.
Il pezzo è stato coscritto e prodotto da Robert John "Mutt" Lange. 

## Tracce
1. Breathless (Album Version)
2. At Your Side (Live Acoustic)
3. Somebody for Someone